# Povijest književnosti
Povijest književnosti je grana znanosti o književnosti. Potonja, osim književne povijesti, obuhvaća i književnu teoriju i književnu kritiku.
Književna se povijest bavi književnim djelima u njihovom povijesnom slijedu. 
Podgrane književne povijesti su opća povijest književnosti, komparativnu povijest književnosti te na književne povijesti na pojedinim jezicima.

### Početak književnosti
Književnost i pisanje, iako povezani, nisu sinonimi. Prvi spisi iz drevnog Sumera prema bilo kojoj razumnoj definiciji ne predstavljaju literaturu - isto vrijedi i za neke od ranih egipatskih hijeroglifa ili tisuće trupaca iz drevnih kineskih režima. Znanstvenici se često ne slažu oko toga kada je pisana evidencija postala više poput "književnosti" nego bilo čega drugog; definicija je uglavnom subjektivna.
Štoviše, s obzirom na značaj udaljenosti kao kulturnog izolatora u ranijim stoljećima, povijesni razvoj književnosti u cijelom svijetu nije se odvijao ravnomjernim tempom. Problemi stvaranja ujednačene globalne povijesti književnosti otežani su činjenicom da su mnogi tekstovi izgubljeni tijekom tisućljeća, bilo namjerno, slučajno ili potpunim nestankom kulture koja je nastala. Mnogo je napisano, na primjer, o uništenju Aleksandrijske knjižnice u 1. stoljeću prije Krista, te o nebrojenim ključnim tekstovima za koje se vjeruje da su zauvijek izgubljeni u plamenu. Namjerno potiskivanje tekstova, a često i njihovih autora, koje su vršile organizacije duhovne ili vremenske prirode dodatno zaklanja temu.
Kamena ploča koja sadrži dio Epa o Gilgamešu
Određeni primarni tekstovi, međutim, mogu biti izolirani koji imaju kvalifikacijsku ulogu kao prva potresa književnosti. Vrlo rani primjeri uključuju Ep o Gilgamešu , u njegovoj sumerskoj verziji koja prethodi 2000. pr. Kr., i Egipatska knjiga mrtvih , koja je zapisana u Anijevom papirusu oko 1250. pr. Kr., ali vjerojatno potječe iz otprilike 18. stoljeća pr. Staroegipatska književnost nije bila uključena u rane studije povijesti književnosti jer spisi starog Egipta nisu prevedeni na europske jezike sve dok kamen iz Rosette nije dešifriran početkom 19. stoljeća.
Homerova Ilijada i Odiseja datiraju iz 8. stoljeća prije Krista i označavaju početak klasične antike. Oni također stoje u usmenoj predaji koja seže do kasnog brončanog doba.